# Wilhelm Ahlwardt
Theodor Wilhelm Ahlwardt, född den 4 juli 1828 i Greifswald, död där den 2 november 1909, var en tysk orientalist. Han var son till filologen Christian Wilhelm Ahlwardt.
Ahlwardt, som 1861 blev professor i österländska språk vid universitetet i Greifswald, författade bland annat Über Poesie und Poetik der Araber (1856) och utgav The divans of the six ancient arabic poets (London, 1870) med mera samt utarbetade en katalog över arabiska manuskript i kungliga biblioteket i Berlin (10 band, 1887-1900).